# كفر تبنيت
كفرتبنيت هي إحدى القرى اللبنانية من قرى قضاء النبطية في محافظة النبطية.

## الموقع
تبعد عن مركز المحافظة والقضاء معاً 4 كلم، وعن العاصمة بيروت 77 كلم عبر صيدا- الزهراني- النبطية، وترتفع عن مستوى سطح البحر 500 متر. يحد البلدة من الجنوب أرنون وقلعة الشقيف، ومن الشمال النبطية الفوقا، ومن الغرب ميفدون والنبطية الفوقا، ومن الشرق نهر الليطاني الذي يفصلها عن قضاء جزين وقضاء مرجعيون. وتعتبر همزة الوصل بين منطقتة النبطية ومنطقتي مرجعيون وجزين، وتبلغ مساحة أراضيها حوالي (360)هكتارًا، وهي تقع في مثلث جغرافي مميز بين قلعة الشقيف ونهر الليطاني والنبطية. وبموقعها هذا، أخذت طابع المدينة أكثر من البلدة.

## موقع البلدة والاحتلال
كانت بلدة كفر تبنيت طوال سنوات الاحتلال الاسرائيلي في العقدين الأخيرين من القرن العشرين الهدف اليومي للقصف والرماية من مواقع علي الطاهر، والدبشة، والبرج، وقلعة الشقيف التي تشرف عليها بشكل مباشر؛ مما أدي إلي سقوط العديد من أبنائها ما بين شهيد وجريح، كما أن تداعيات الاحتلال أدت إلي تهجير ثلثي الأهالي، وتدمير عدد كبير من المنازل، بالإضافة إلي اصابة المزارعين في محاصيلهم السنوية ، حيث يعمد الاحتلال حرق هذه المحاصيل قبل موسم الحصاد.

## أصل الاسم
إنه اسم مركب من جزءين:«كـفـر» ويرجح أن يكون من أصل سرياني ويعني القرية والضيعة. و«تبنيت» نسبة إلى اسم ملك فينيقي هو أحد ملوك صور، كما يُرجّح أن يكون هذا اللفظ آرامياً ويعني الشكل والمثال والتمثال.

## السكان
عدد سكانها المسجلين حوالي 15.000 نسمة، إلا أنه يتجاوز 20.000 نسمة.

## أحياؤها
أحياء البلدة عديدة هي:
```
حي السيار/حي الجامع/حي شعيرة/حي كرم الجوزة/حي المرج/حي كرم الكبير/حي الضيعة/حي كرم العريش/حي البركة/حي حاكورة الجرن/حي لبيدر/حي حاكورة النور/الحارة الذهبية/حارة الزليطة/الحارة الفوقا/الحارة الجديدة حي المحافر/حي الجلالي/حي سدر العروس/حي البلانة/حي كرم الحولة/حي السماق/حي عين سابا/حي الخلة.
```

أما الحارات القديمة فهي دواوير منها دار: حارة بيت الفقيه، حارة الخواجة وغيرها من الحارات ذات الطابع العائلي.

## آثارها
يوجد في البلدة العديد من بقايا الآثار الفينيقية المطمورة تحت منازلها، خصوصاً في منطقة «البرج» المليئة ببقايا الفخار والإجران الصخرية والمغاور، بالإضافة إلى وجود معصرة زيتون قديمة في وسط البلدة. ومن الآثار التي ما زالت حتى الآن الآبار المنتشرة في عدة مناطق: بئر الغرابية، بئر الجرن، بئر الكرسي، بئر الجامع، بئر سدر العروس، بئر المتراح. أما العيون وينابيع القديمة:عين سابا، عين العتاب، عين الجوزة، عين البرريك، عين المهدي، ونبع عين الطهرة.

## دوائرها الرسمية
تتبع كفرتبنيت إدارياً لكل الدوائر الرسمية الموجودة في مدينة النبطية، غير أنه يوجد فيها مستوصف، والنادي العاملي الرياضي، وفريقا الولاية والرسالة لكرة القدم، نادي شباب كفرتبنيت الرياضي، والتعاونية الزراعية، بالإضافة إلى مدرسة الشهيد محمود فقيه الرسمية، ومدرسة الكوثر الخاصة.

## مـياهها
ترتوي البلدة من نبع الطاسة (صالح للشرب)، بالإضافة إلى بعض البرك الطبيعية مثل بركة كفرتبنيت وعين سابا وبركة البلدة وبئر ارتوازي (صالحة للشرب) اهتم الأهالي بإيصالها إلى المنازل والأراضي الزراعية.

## الوصلات الخارجية
- موقع بلدة كفرتبنيت